# Bangladesh Cricket Board
Das Bangladesh Cricket Board (BCB; bengalisch বাংলাদেশ ক্রিকেট বোর্ড) ist der nationale Dachverband für Cricket in Bangladesch. Der im Jahr 1972 gegründete Verband hat sein Hauptquartier im Sher-e-Bangla National Cricket Stadium in Dhaka. Seit 2000 vertritt er Bangladesch beim Weltverband International Cricket Council (ICC) als Vollmitglied und seit 1983 beim Kontinentalverband Asian Cricket Council (ACC).

## Geschichte

### Die Anfänge
Das BCB wurde 1972 nach der Unabhängigkeit Bangladeschs von Pakistan gegründet. 1977 wurde es als Associate Member in den International Cricket Council (ICC) aufgenommen. Die erste Teilnahme der Nationalmannschaft an einem internationalen Turnier erfolgte bei der ICC Trophy 1979. Das BCB etablierte sich schnell innerhalb des Asian Cricket Councils (ACC) und trug 1988 erstmals den Asia Cup aus. Die erste Qualifikation für eine Weltmeisterschaft erfolgte im Jahr 1997 für den Cricket World Cup 1999 und man richtet 1998 die erste Ausgabe der ICC Champions Trophy aus.

### Aufstieg zur Testnation
1999/2000 gründete das BCB den First-Class-Wettbewerb National Cricket League und wurde im Jahr darauf zum Vollmitglied des ICC ernannt. Damit einher ging die Berechtigung, Test Cricket zu betreiben und trug so den ersten Test gegen Indien aus. Die Gründung der Frauen-Cricket-Nationalmannschaft wurde 2007 vorgenommen. Die erste Weltmeisterschaft wurde mit dem Cricket World Cup 2011 austragen, wobei man sich die Austragungsrechte mit Indien und Sri Lanka teilte. 2012 gründete man mit der Bangladesh Premier League eine Twenty20-Liga, die auch für Überseespieler offen steht. Eine weitere Austragung eines Weltturniers erfolgte mit der ICC World Twenty20 2014 und der gleichzeitigen Women’s World Twenty20 2014. Es ist geplant, dass Bangladesch zusammen mit Indien den Cricket World Cup 2031 austragen wird.

## Aufgabe
Das Bangladesh Cricket Board stellt die Bangladesch vertretenden Cricket-Nationalmannschaften, einschließlich der für die Männer, Frauen und Jugend, zusammen. Der Verband ist außerdem verantwortlich für die Durchführung von Test-, ODI- und T20I-Serien gegen andere Nationalmannschaften sowie die Organisation von Heimspielen und -turnieren. Neben der Aufstellung des Teams ist er verantwortlich für den Kartenverkauf, der Gewinnung von Sponsoren und der Vermarktung der Medienrechte.
Daneben organisiert der Verband das Kinder- und Jugend-Cricket in Bangladesch. Wie andere Cricketnationen verfügt Bangladesch über U-19-Nationalmannschaften für Jungen und Mädchen, die an den entsprechenden Weltmeisterschaften (Jungen und Mädchen) teilnehmen.
Der Verband organisiert auch den nationalen Spielbetrieb. So betreibt er mit der Bangladesh Premier League eine kommerzielle Franchise-Liga. Darüber hinaus organisiert er die traditionsreiche National Cricket League.

## Struktur
Der BCB wird durch ein Exekutiv-Komitee geführt, dass durch den National Sports Council des Landes berufen wird. Dieses besteht aus einem Board of Directors, dass wiederum die Vizepräsidenten des Verbandes bestimmt. Seit 2013 wählt dieses Komitee auch den Präsidenten des Verbandes, nachdem der Supreme Court entscheiden hatte, dass die zuvor durchgeführte direkte Benennung des Präsidenten durch die Regierung nicht rechtmäßig sei. Das Recht die Satzung zu ändern wurde im Jahr 2017 ebenfalls von Supreme Court auf das Komitee übertragen, nachdem zuvor der National Sports Council das Recht für sich beansprucht hatte. Die Einnahmen werden vornehmlich aus der Vergabe von TV-Rechten, Sponsorships, Spenden und Zuweisungen durch den ICC erzielt.